# 科德韋爾山
66°52′S 53°9′E / 66.867°S 53.150°E
科德韋爾山是南極洲的山峰，位於恩德比地，處於大霍納肯山西南面39公里和伯奇峰以東4公里，該山峰在1957年由澳大利亞探險隊發現，以無線電報員命名。